# Libellula forensis
Eight-spotted Skimmer (Libellula forensis) là một loài chuồn chuồn thuộc họ Libellulidae.
Nó có hai đốm đen bên mỗi cánh với tổng số là 8 và có thể phân biệt với Twelve-spotted Skimmer bằng cách đếm số đốm.
Con đực trưởng thành còn có thêm đốm trắng nhạt giữa các đốm đên. Nó phân bố ở dãy núi Rocky gần hồ có đáy bùn.
Phía đông dãy núi Sierra Nevada, một số con cái cũng có thể có đốm trắng, khiến chúng là loài chuồn chuồn cái duy nhất ở Bắc Mỹ có đốm trắng trên cánh.
Tổng chiều dài thân là từ 44 đến 50mm.
Mùa bay vào tháng 4 qua tháng 10.

## Hình ảnh

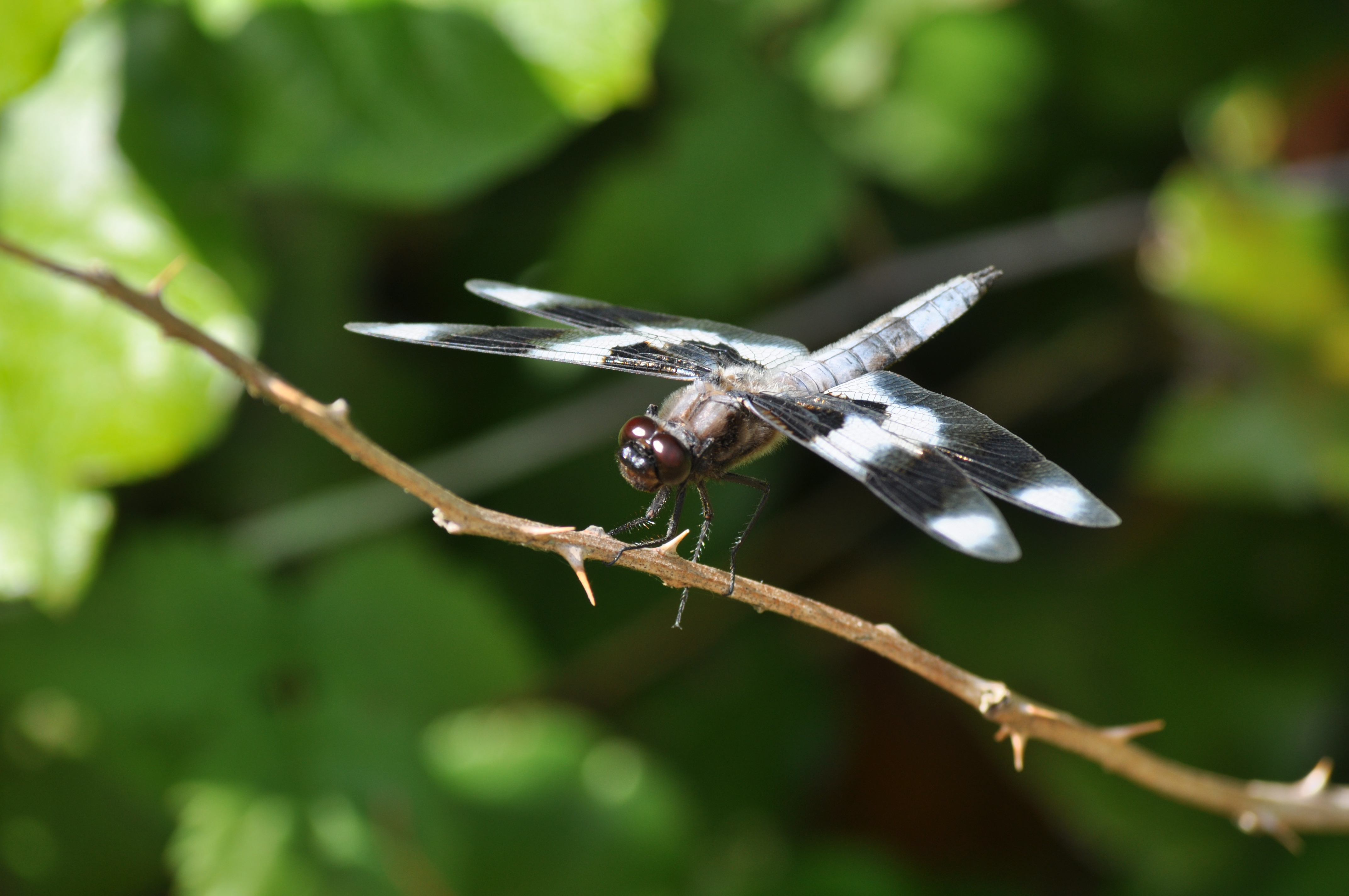
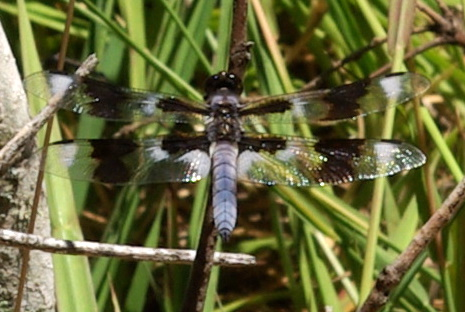
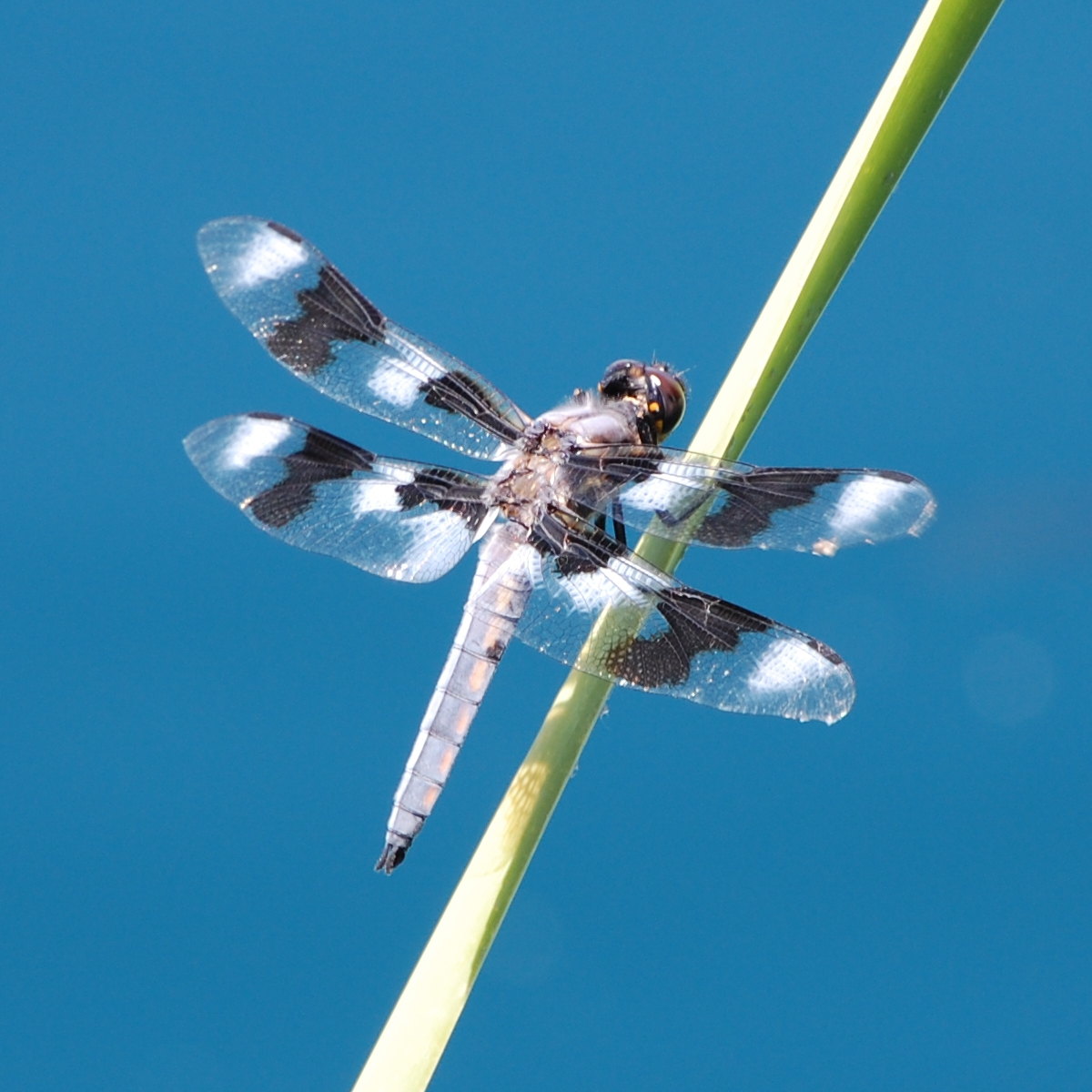
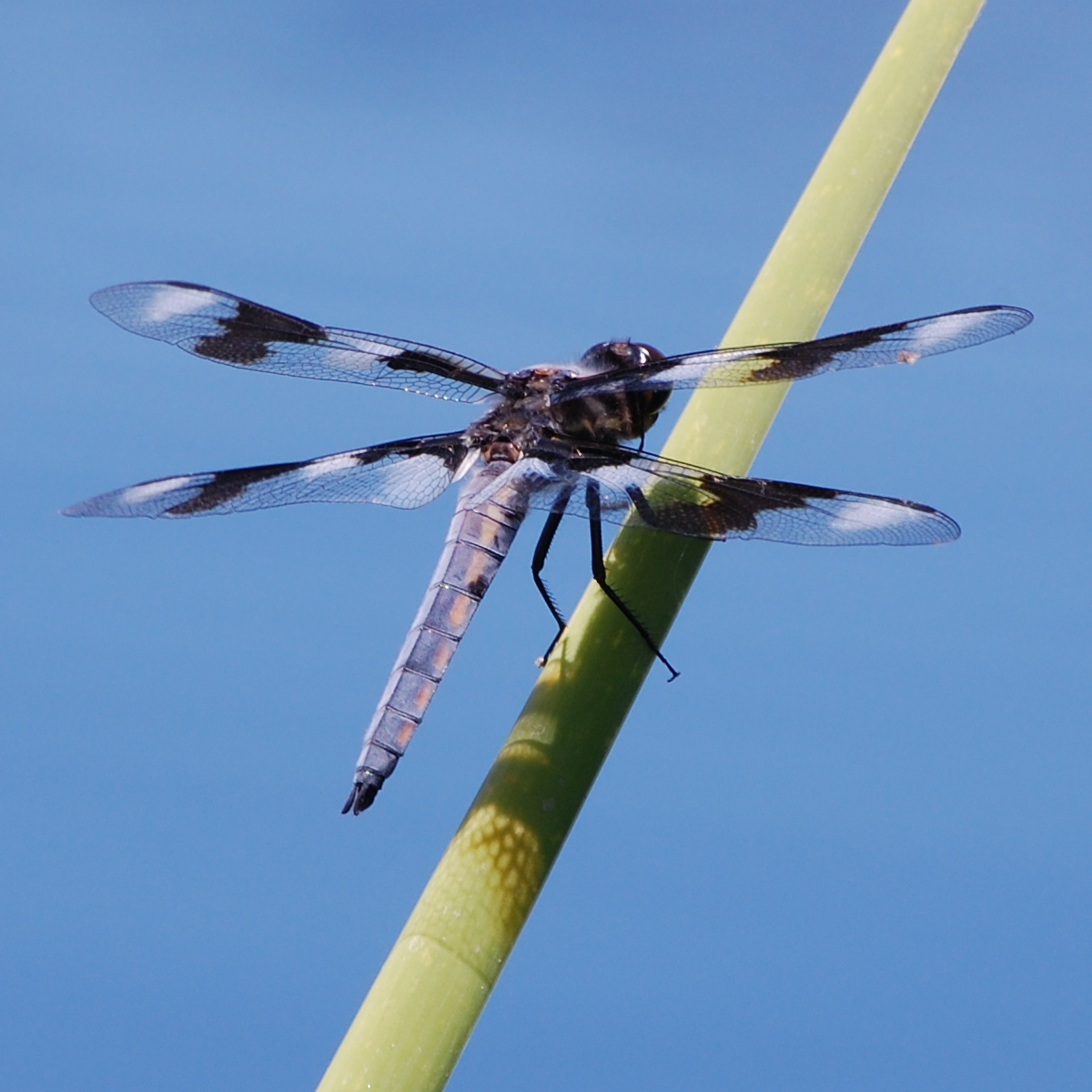